# پورمانی
پورمانی (به لاتین: Puurmani) یک منطقهٔ مسکونی در استونی است که در دهستان پولتساما واقع شده‌است. پورمانی ۵۱۴ نفر جمعیت دارد.